# يوجينيا ماندزييفا
يوجينيا ماندزييفا (الروسية:Евгения Манджиева، مواليد 2 سبتمبر 1985) عارضة أزياء وممثلة من أصل عرق كالميك . ظهرت على غلاف مجلة فوغ الروسية وفوغ تشاينا وهي منتظمة في ممر جان بول غوتييه ومارك جاكوبس وهوغو بوس وفيرا وانغ وفيفيان ويستوود وآخرين.

## روابط خارجية
- يوجينيا ماندزييفا على موقع IMDb (الإنجليزية)
- يوجينيا ماندزييفا على موقع قاعدة بيانات الفيلم (الإنجليزية)
- يوجينيا ماندزييفا على موقع كينوبويسك (الروسية)
- يوجينيا ماندزييفا على موقع دليل عارضات الأزياء (الإنجليزية)

- قالب:Style.com model